# Fatema Mernissi
Fatema Mernissi, nota anche con il nome Fatima (in arabo فاطمة مرنيسي‎?; Fès, 27 settembre 1940 – Rabat, 30 novembre 2015), è stata una scrittrice e sociologa marocchina.

## Biografia
Nata a Fès da un'antica famiglia della città, Fatema Mernissi fu docente di sociologia all'Università Mohammed V di Rabat e studiosa del Corano.
Per molti anni svolse attività di ricerca e insegnamento in ambito internazionale. In Italia divenne nota soprattutto per il grande successo di La terrazza proibita, 1996, seguito da L'Harem e l'Occidente, 2000, Islam e democrazia, 2002, e Karawan dal deserto al web, 2004.
Durante la sua vita, si è anche impegnata come femminista, contribuendo al ruolo della donna nell'Islam, attraverso l'analisi dello sviluppo storico della filosofia islamica e la pubblicazione di riviste per il mensile Kalima, alla fine degli anni '80.
Instancabile promotrice di relazioni culturali fra i paesi del bacino del Mediterraneo, Mernissi sottolineò sempre con vigore la necessità di far conoscere all'opinione pubblica l'esistenza di movimenti per la pace e forme di opposizione alla guerra e al terrorismo nel mondo arabo-islamico.
Nel 2003 ricevette in Spagna il premio "Principe delle Asturie" e nel 2004 in Paesi Bassi il premio "Erasmus-Principe Bernardo".
Nel 2005 ottenne il premio Mediterraneo di cultura della Maison de la Méditerranée - fondazione laboratorio Mediterraneo - per aver saputo cogliere gli elementi di trasformazione e cambiamento all'interno del mondo arabo che sembrano offrire nuovi strumenti di collaborazione fra società tradizionali e universo globalizzato.

## Opere tradotte in italiano
- Le donne del profeta, Ecig 1992
- Le sultane dimenticate, Marietti 1992
- Chaharazad non è marocchina, Sonda 1993
- La terrazza proibita, Giunti 1996
- L'harem e l'Occidente, Giunti 2000
- Islam e democrazia, Giunti 2002
- Karawan. Dal deserto al web, Giunti 2004
- Le 51 parole dell'amore, Giunti 2008